# Ruta Nacional 119 (Argentina)
La Ruta Nacional 119 es una carretera argentina pavimentada, que se encuentra en el centro-sur de la provincia de Corrientes. Se extiende desde la intersección de las Rutas Nacionales 14 y 127 (paraje Cuatro Bocas), hasta la Ruta Nacional 123, cerca de Mercedes en un recorrido de 109 km.

## Ciudades
Las ciudades y pueblos por los que pasa esta ruta de sur a norte son las siguientes (los pueblos con menos de 5000 habitantes figuran en itálica).

### Provincia de Corrientes
Recorrido: 109 km (kilómetro 0 a 109).
- Departamento Monte Caseros: no hay poblaciones.
- Departamento Curuzú Cuatiá: Curuzú Cuatiá (km 33).
- Departamento Mercedes: Mariano I. Loza (km 81) y Mercedes (km 105).

## Traza antigua
Antiguamente había otra ruta con este número en la misma provincia. Este camino de tierra de 108 km unía el pueblo de La Cruz junto al río Uruguay con la vieja Ruta Nacional 14 (actualmente ruta provincial 40). Por convenio del 27 de julio de 1971 este camino pasó a jurisdicción de la Provincia de Corrientes. Actualmente este camino forma la ruta provincial 114 y sigue siendo de tierra. Se encuentra marcado en verde en el mapa adjunto.
La actual Ruta Nacional 119 era, en la década de 1970, parte de la Ruta Nacional 14.